# Age (voornaam)
Age ook Agé, Äge en Åge is een Friese jongensnaam. De naam komt  is een eenstammige verkorting of vleinaam van het Germaanse ‘agi’ of ‘agil’, dat ‘zwaard’ betekent. 
Afgeleide namen van Age zijn Aagte, Acco, Aege, Agge, Aggo, Ake, Akke, Akko, Eage, Eagele en Eake. Groningse varianten zijn Ago, Agge en Oagje.
De naam Age wordt genoemd in de Bijbel in 2 Samuel, in een opsomming van helden uit het leger van koning David. Age wordt daar genoemd als de vader van Samma, uit Harar.
Vrouwelijke vormen van Age zijn Ackelien, Aga, Agea, Aggie, Agina, Akka, Akke, Akkie, Akky, Eageltsje, Eak en Eakje. De vormen op –lien, zoals Akkelien en Akkelyn, zijn latere Friese verfraaiingen.

## Voorkomen
In 2014 waren in Nederland 935 Nederlandse mannen die Age als eerste naam droegen. De naam kwam tot de Tweede Wereldoorlog veel voor, na de oorlog liep de populariteit terug.

## Bekende naamdragers
- Age Buma (1820-1893), politicus
- Age Hains Boersma, (1982), voetballer
- Age Johan Looxma van Welderen Rengers (1875-1945), bestuurder
- Age Tjepke Ruurd Sixma van Heemstra (1801-1862), bestuurder
- Age Veldboom, (1952) schipper, skûtsjekenner
- Kees van der Zee (1903-1982) , polsstokhoogspringer